# تشارلي إنجلش
تشارلي إنجلش (بالإنجليزية: Charlie English)‏ هو لاعب كرة قاعدة أمريكي، ولد في 8 أبريل 1910 في داريلنغتون في الولايات المتحدة، وتوفي في 25 يونيو 1999 في باسادينا في الولايات المتحدة.

## وصلات خارجية
- تشارلي إنجلش على موقعبيزبول رفرنس.كوم (الدوري الرئيسي) (الإنجليزية)
- تشارلي إنجلش على موقعبيزبول رفرنس.كوم (الدوري الثانوي) (الإنجليزية)